# Pentagramprisma
Een uniform pentagramprisma is een zelfdoorsnijdend recht prisma met 5 vierkante zijvlakken en een pentagram, gezien als zelfdoorsnijdende regelmatige vijfhoek, als grondvlak. De figuur telt dus 7 regelmatige zijvlakken, en verder 10 hoekpunten en 15 ribben.
Gezien als niet-zelfdoorsnijdend veelvlak is het een niet-uniform recht prisma met een tienhoek in de vorm van een pentagram als grondvlak, en heeft het 12 zijvlakken, 20 hoekpunten, van twee soorten elk 10, en 30 ribben.
- (en)  MathWorld. Pentagrammic Prism.